# Johan van de Veerdonk
Johannes Maria (Johan) van de Veerdonk (Berlicum, 15 augustus 1892 – Heeswijk, 23 april 1966) was een Nederlands politicus.
Hij werd geboren als zoon van Christianus van de Veerdonk (1857-1904) en Adriana Smits (1855-1921). Na het gymnasium werd hij volontair bij de gemeentesecretarie van zijn geboorteplaats. In 1919 werd hij daar aangesteld als ambtenaar en drie jaar later volgde hij zijn overleden oom A.H. Smits op als gemeentesecretaris van Berlicum. Eind 1934 werd Van de Veerdonk benoemd tot burgemeester van de gemeenten Dinther en Heeswijk. Hij zou die functie blijven vervullen tot zijn pensionering in september 1957.
Van de Veerdonk overleed in 1966 op 73-jarige leeftijd. Enkele jaren later ontstond Heeswijk-Dinther waar de 'Burgemeester van de Veerdonkstraat' naar hem werd vernoemd.